# Alois Dolejší
Alois Dolejší (* 27. listopadu 1925) je bývalý český fotbalový záložník.

## Hráčská kariéra
V československé lize hrál za Viktorii Žižkov a Lokomotívu Košice, aniž by skóroval.

### Prvoligová bilance
| Ročník          | Zápasy | Góly | Minuty | Klub              |
| --------------- | ------ | ---- | ------ | ----------------- |
| I. liga 1946/47 | 1      | 0    | –      | Viktoria Žižkov   |
| I. liga 1953    | 5      | 0    | –      | Lokomotíva Košice |
| CELKEM I. LIGA  | 6      | 0    | –      |                   |